# Bầu cử liên bang Úc 2007
Cuộc Bầu cử Liên bang Úc năm 2007 vào ngày 24 tháng 11 đánh dấu một thay đổi lớn trong lịch sử chính trường Úc. Đảng Lao động Úc thắng cử và chiếm số ghế đại biểu trong Quốc hội Úc nhiều hơn mức dự đoán, đưa Đảng Tự do Úc vào thế đối lập và tạo khủng hoảng cho đảng này.

## Kết quả
Hiện nay vẫn còn một số ghế chưa đếm phiếu xong, bảng kết quả sẽ được bổ túc thường xuyên dựa theo website của Uỷ ban Bầu cử Úc 

### Hạ viện
(Phiếu chọn một trong hai đảng)
| Đảng             | Phiếu     | Tổng số % | Thay đổi % |
| ---------------- | --------- | --------- | ---------- |
| Đảng Lao động Úc | 5.839.981 | 52.89     | +5,63      |
| Liên đảng Úc     | 5.201.965 | 47.11     | -5,63      |

### Thượng viện
| Đảng                | Tái nhiệm | Tân nghị sĩ | Tổng số |
| ------------------- | --------- | ----------- | ------- |
| Đảng Lao động Úc    | 14        | 18          | 32      |
| Liên đảng Úc        | 19        | 18          | 37      |
| Đảng Xanh (Úc)      | 2         | 3           | 5       |
| Đảng Gia đình       | 1         | 0           | 1       |
| Đại biểu Độc lập Úc | 0         | 1           | 1       |

### Thành phần đắc cử địa phương từng Đảng
| Đảng                | NSW   | VIC   | QLD   | WA    | SA    | TAS   | ACT   | NT    | Kết quả 2007 | Kết quả 2004 |
| ------------------- | ----- | ----- | ----- | ----- | ----- | ----- | ----- | ----- | ------------ | ------------ |
| Đảng Lao động Úc    | 28    | 21    | 15    | 4     | 6     | 5     | 2     | 2     | 80           | 60           |
| Đảng Tự do Úc       | 14    | 12    | 7     | 10    | 5     | 0     | 0     | 0     | 49           | 74           |
| Đảng Quốc gia Úc    | 5     | 2     | 3     | 0     | 0     | 0     | 0     | 0     | 10           | 12           |
| Đảng Lãnh thổ Úc    | 0     | 0     | 0     | 0     | 0     | 0     | 0     | 0     | 0            | 1            |
| Đại biểu Độc lập Úc | 1     | 0     | 1     | 0     | 0     | 0     | 0     | 0     | 2            | 3            |
| Chưa công bố        | 1     | 2     | 3     | 1     | 0     | 0     | 0     | 0     | 9            | 0            |
| Tổng số             | 49    | 37    | 29    | 15    | 11    | 5     | 2     | 2     | 150          | 150          |
| % số phiếu đã đếm   | 82.87 | 84.41 | 84.28 | 85.05 | 86.62 | 92.11 | 82.89 | 75.02 | 84,20        |              |